# Rambler Six y V8
El Rambler Six y el Rambler V8 son automóviles de tamaño mediano que American Motors Corporation (AMC) fabricó y comercializó entre 1956 y 1960.
Lanzado el 15 de diciembre de 1955, el año del modelo del Rambler Six de 1956 marcó el comienzo de una "nueva era en el automovilismo", según George Romney, presidente de AMC. En 1956, el Rambler se vendió a través de las redes de concesionarios de Nash y Hudson, tras la fusión de las dos compañías para formar AMC en 1954.
La nueva línea Rambler creó y definió un nuevo segmento de mercado, el del "automóvil compacto" como se llamó en la clasificación de automóviles del momento. En 1957 se agregó un modelo con el motor AMC V8, el Rambler V8.

## Contexto
Podría decirse que el nuevo Rambler de 1956 fue "el automóvil más importante que American Motors haya construido jamás", ya que no solo creó y definió un nuevo segmento de mercado que enfatizó las virtudes del diseño compacto, sino que también permitió que el fabricante de automóviles prosperara en la época inmediatamente posterior a la Segunda Guerra Mundial, cambiando las reglas de la oferta y demanda en el mercado automovilístico estadounidense. La guerra de ventas entre Ford y Chevrolet llevada a cabo durante 1953 y 1954 había dejado poco negocio para los fabricantes de automóviles "independientes" mucho más pequeños, que intentaban competir con los modelos estándar ofrecidos por los Tres Grandes de Detroit (General Motors, Ford y Chrysler). Los vehículos importados de Europa (Volkswagen en 1955, Peugeot en 1958) y Asia (Toyota en 1957) eran mucho más pequeños, pero encontraron numerosos compradores en América del Norte.
American Motors enfocó sus recursos para introducir una línea de coches más pequeños en comparación con los disponibles en ese momento de los Tres Grandes nacionales para el año modelo 1956. Los diseños fueron desarrollados por su Director de Estilismo, Edmund E. Anderson y estaban dirigidos a un nuevo segmento de mercado. Aunque el pensamiento comercial convencional establecía que se obtenían mayores ganancias de las ventas de automóviles más grandes, American Motors carecía de los recursos para desarrollar una gama completa de modelos dirigidos a diferentes segmentos del mercado. Como presidente y directivo de AMC, George Romney también evitó una batalla cara a cara con los grandes fabricantes de automóviles de EE. UU., enfocando a la compañía en el automóvil compacto. Romney "pensó que con el Rambler tenía el coche del futuro" y "apostó todo su capital al Rambler" al gastar 5,4 millones de dólares en un "programa intensivo para llevar el Rambler de 1957 al mercado un año antes".

## Modelos por años

### 1956

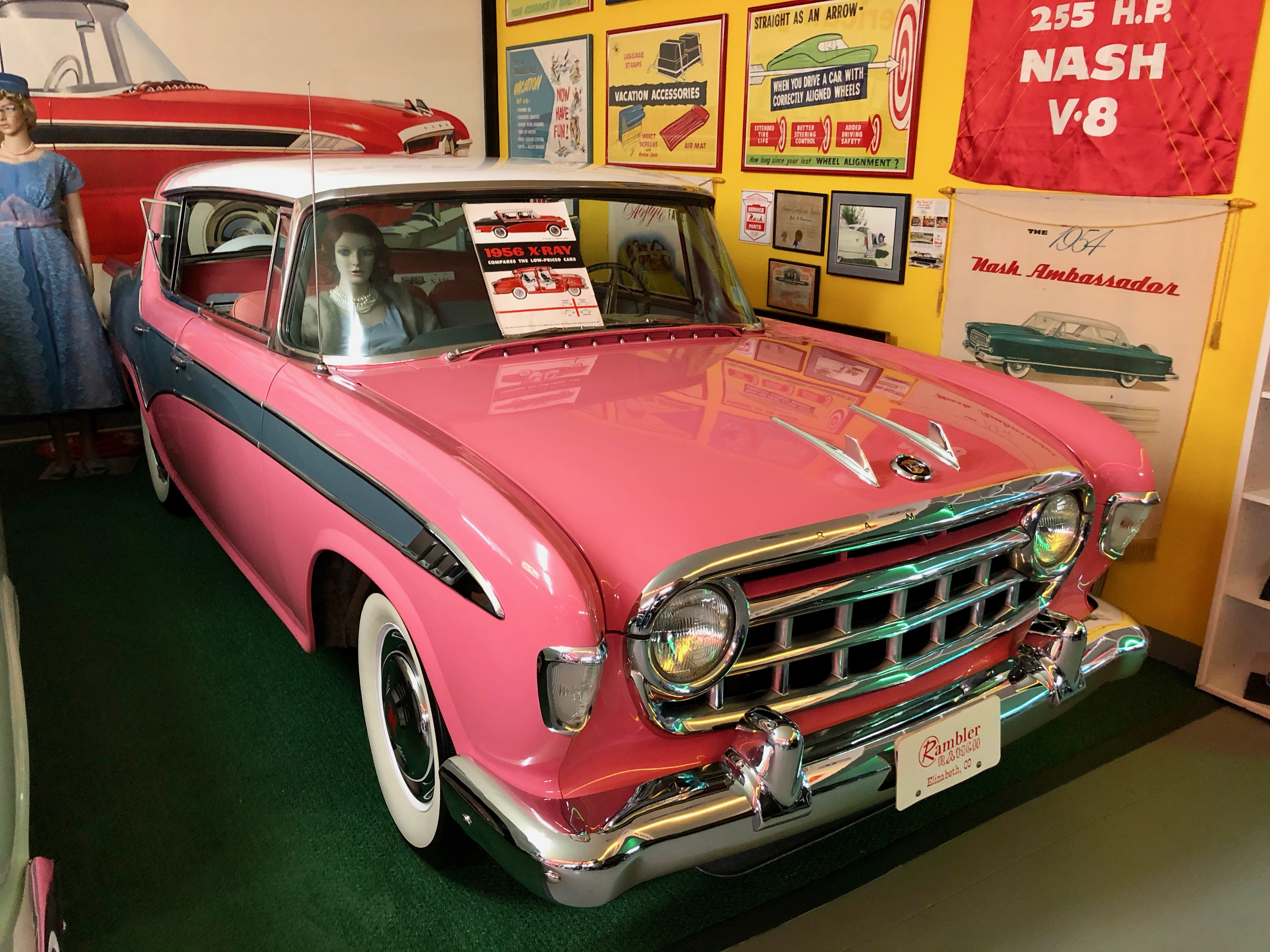
Nash Rambler cuatro puertas hardtop de 1956

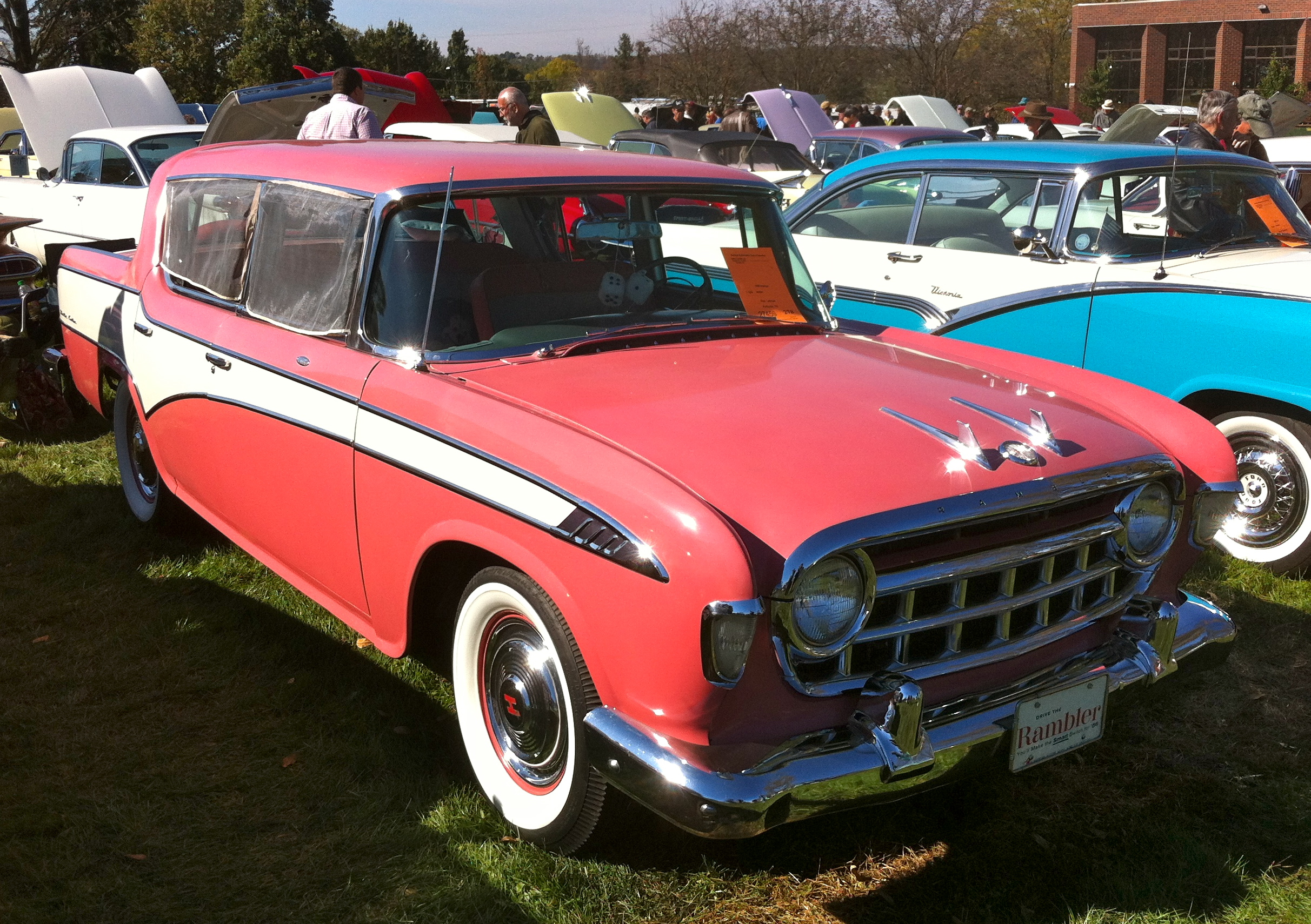
Hudson Rambler Custom sedán de 1956, con mosquiteras en las ventanas facilitadas por el distribuidor

Los Rambler de cuatro puertas para el año modelo de 1956 se rediseñaron por completo, con un pilar C característico (el arco de seguridad de moda) inclinado hacia atrás, unas ventanillas laterales inusuales en las puertas traseras, faros delanteros montados en la parrilla, y " el parabrisas más ancho" de cualquier coche. Las versiones cortas de dos puertas (Nash Rambler) ya no estaban disponibles. La nueva línea retuvo la distancia entre ejes de 108 pulgadas (2743 mm) que se usó para las versiones anteriores de cuatro puertas del Nash Rambler, pero la longitud total se incrementó en 5 pulgadas (127 mm), hasta 191,14 plg (4855 mm). El Rambler era sustancialmente más pequeño por fuera en comparación con los otros coches utilitarios populares de la época, pero su espacio interior era igual al de los coches de "precio bajo" más vendidos del segmento superior. La construcción también era inusual, siendo monocasco (lo que Nash llamó Unidad de Doble Caja Fuerte).
Los modelos Rambler de 1956 se comercializaron con las marcas Nash y Hudson. Los coches eran casi idénticos, excepto por los emblemas y algunos detalles menores que incluía diferentes logotipos en los tapacubos, la insignia de la parrilla y el adorno del capó.
Los nuevos Rambler llegaron solo como modelos de cuatro puertas. Junto con los habituales sedán y familiar de cuatro puertas, había un nuevo sedán hardtop de cuatro puertas. Rambler también presentó el primer familiar de cuatro puertas hardtop de la industria en 1956. Los familiares usaban las mismas puertas traseras que los sedanes, tenían más baja la parte trasera del techo situada sobre el área de carga, y presentaban un portaequipajes sobre el techo estándar. Los modelos familiares recibieron la denominación de Cross Country. Una innovación que recibieron fue la ventana del portón trasero cuyo vidrio se podía alzar y bajar con una manivela, mientras que los modelos de la competencia continuaron usando ventanas traseras con bisagras hacia arriba.
El nuevo vehículo fue descrito como "distinto y diferente ... se puede reconocer desde cualquier ángulo, desde su amplia parrilla hasta el arco pronunciado sobre la ventana trasera". Según el periodista automovilístico Floyd Clymer, "la economía y el alto rendimiento no van de la mano, pero en el Rambler, el propietario encontrará un feliz punto medio ... aunque más pequeño, es más seguro que muchos otros automóviles. La construcción de la carrocería ofrece una protección superior a la media en caso de colisión". La estructura de una sola unidad que utilizó AMC en todos sus modelos brindó a la compañía una ventaja de mercado, al ofrecer a los compradores una póliza de seguro que cubría lesiones personales de 25.000 dólares sin costo adicional.
El motor Typhoon de seis cilindros en línea para el nuevo Rambler se basó en el bloque anterior de 195,6 plg³ (3,2 L), pero se mejoró añadiéndole un sistema de válvulas en cabeza, pasando a rendir 120 HP (89 kW; 122 CV). Era el único motor disponible en el Rambler de 1956, porque el fabricante de automóviles todavía estaba desarrollando su propio motor V8. Se decía que este motor entregaba un 33 % más de potencia que la versión de 1955, y con un consumo de hasta 30 millas por galón americano (7,8 L/100 km) brindaba una mejor economía de combustible que la competencia. El nuevo Rambler también cambió a un sistema eléctrico de 12 voltios. La transmisión automática era la Hydramatic producida por GM (llamada Flashaway por AMC). Se usó un sistema de transmisión por tubo de empuje con una suspensión equipada con muelles helicoidales en las cuatro ruedas en lugar de la configuración anterior con una transmisión Hotchkiss.
Los interiores se ofrecieron en quince colores, con la tapicería de "cuero genuino" (en seis colores) como opción. Los familiares eran populares entre los compradores y, además de los frenos asistidos (estándar en los modelos personalizados), las opciones solicitadas con frecuencia incluían dirección asistida, esquemas de colores exteriores de dos y tres tonos, un sistema de calefacción y aire acondicionado Weather Eye y rueda de repuesto Continental, así como mosquiteras para las ventanas (accesorio del distribuidor) y asientos delanteros ajustables individualmente y reclinables que podían usarse como una cama.
El nuevo modelo Rambler se convirtió en el reemplazo de los modelos "heredados" de Nash y Hudson de gran tamaño, que por entonces estaban viendo como disminuían sus ventas. Por otro lado, el Rambler fue el único automóvil completamente nuevo de "precio popular" en 1956. La reacción de los consumidores al Rambler de 1956 fue muy positiva. La publicidad del nuevo automóvil se dirigió a los compradores potenciales con mensajes como: "Conduce el Rambler: harás el cambio inteligente para 1956". Casi el 74 por ciento de los propietarios de Rambler encuestados por "Popular Mechanics" describieron sus coches como pequeños pero espaciosos, además de fáciles de estacionar y conducir.
Las ventas del año inaugural ascendieron a 66.573 unidades, de las que 20.496 se identificaron como Hudson. Pronto, los nuevos modelos de "tamaño compacto" (como se definían los vehículos en ese momento) experimentaron una "explosión de ventas".

### 1957

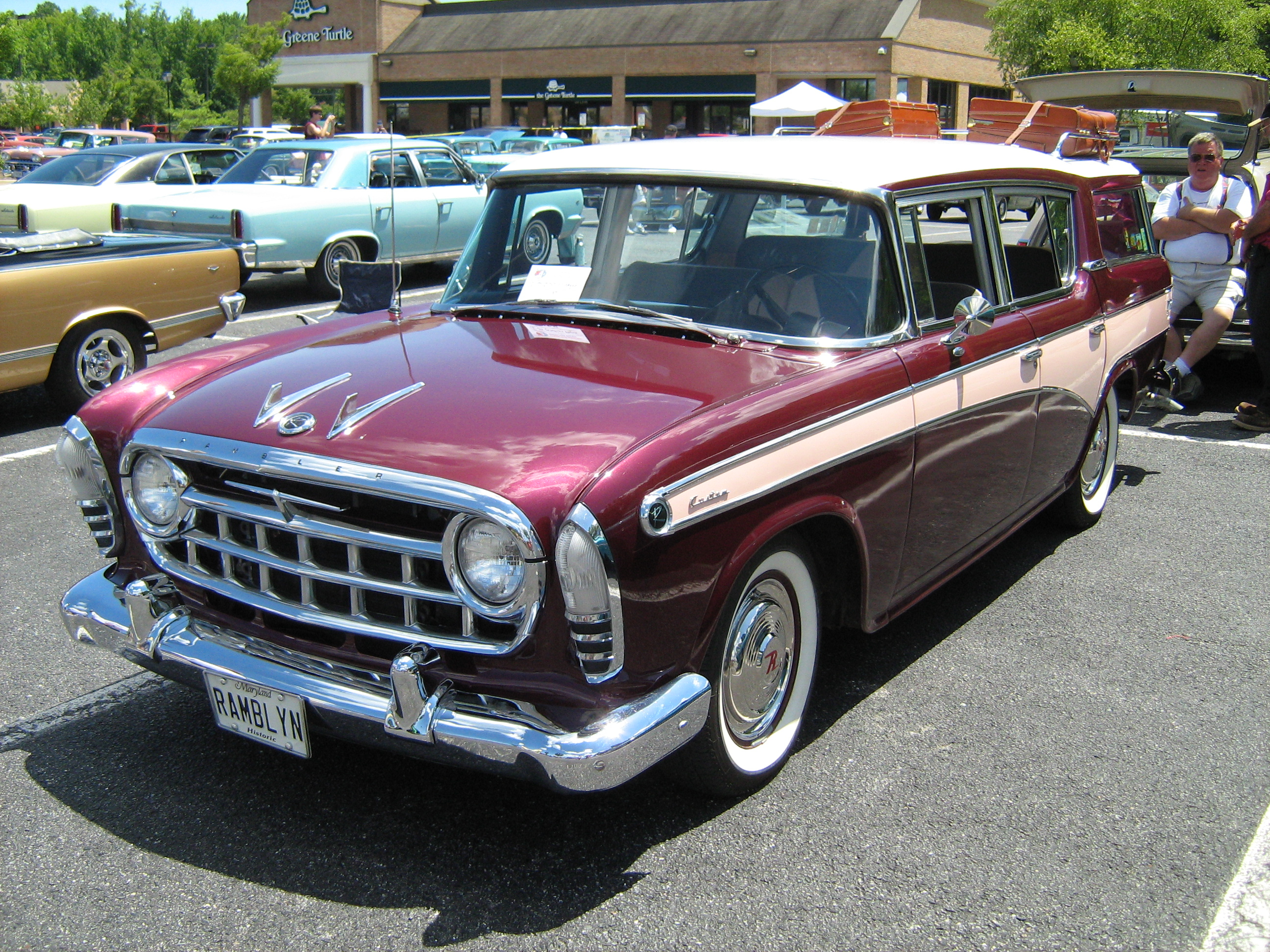
Rambler Custom Cross Country familiar de 1957

En 1957 Rambler se estableció como una marca separada y estos modelos se convirtieron en la base para incrementar las ventas de la nueva compañía hasta finales de la década de 1950. Aquel año las ventas aumentaron hasta las 82.000 unidades.
Se ofrecieron los sedanes y familiares de cuatro puertas, así como un estilo de carrocería hardtop de cuatro puertas sin pilar "B". El nivel de equipamiento más básico, el Deluxe, era esencialmente para clientes de flotas y solo estaba disponible con el motor I6. Los modelos recortados Super y Custom venían con el I6 o con el nuevo motor V8 de AMC. El Deluxe no tenía molduras laterales exteriores ni nombre de serie, el Super venía con una sola moldura lateral de entero y un emblema con el texto "Super", y el Custom presentaba molduras laterales dobles, una placa con la palabra "Custom" y un emblema redondo. En la parte superior de los guardabarros delanteros llevaba una insignia con la letra "R".
El nuevo Rambler Cross Country era un ejemplo "típico de los familiares elegantes pero muy prácticos construidos por AMC en la década de 1950" y se ofrecía en colores sólidos o esquemas de pintura de dos o tres tonos. Solo unas pocas unidades "estaban disponibles en 1957 con la configuración  hardtop muy de moda", y el Cross Country con acabado personalizado tenía un precio relativamente bajo de 2.715 dólares. Las opciones incluían cinturones de seguridad, tablero acolchado y cerraduras de puertas a prueba de niños.
Este fue el primer año que el Rambler ofreció un nuevo motor V8 de 250 plg³ (4,1 L) que rendía 190 HP (142 kW; 193 CV). En 1957 también se presentó un modelo complementario hardtop de cuatro puertas y con el nuevo motor AMC V8 de alto rendimiento (con una cilindrada de 327 plg³ (5,4 L)), que sería conocido como el Rambler Rebel, uno de los primeros "muscle car". Con sobremarcha, el modelo de 1957 era capaz de ajustar su consumo hasta  32 mpgAm (7,4 L/100 km).
El primer periodista estadounidense en conducir un automóvil estadounidense sin censura a través de la Unión Soviética fue Harry Walton en un nuevo Rambler familiar de 1957 ensamblado en Bélgica. El motor se adaptó en la planta de ensamblaje de  Bruselas para funcionar con gasolina de 74 octanos (disponible solo en ciertas estaciones de servicio) y, en una ocasión, "para el eterno crédito del Rambler, se tragó el combustible [soviético ordinario], protestando levemente". El familiar, muy cargado, circuló a un promedio de 60 mph (96,6 km/h), consumiendo 22,35 millas por galón americano (10,5 L/100 km). El periodista condujo 3500 millas (5633 km) desde la frontera de Polonia cerca de Brest hasta la ciudad portuaria de Yalta, e informó de que el Rambler familiar "llamó la atención de los rusos en todas partes".

### 1958

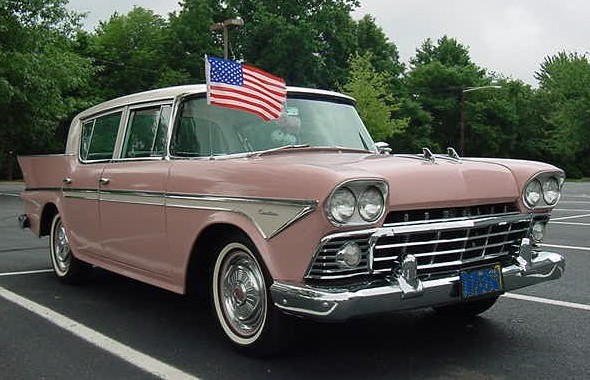
Rambler Custom sedán de 1958

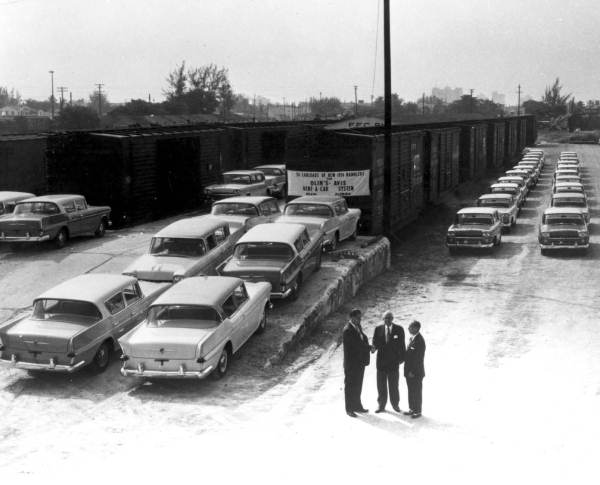
Nuevos Rambler Six de 1958 de la compañía de alquiler Avis en Florida

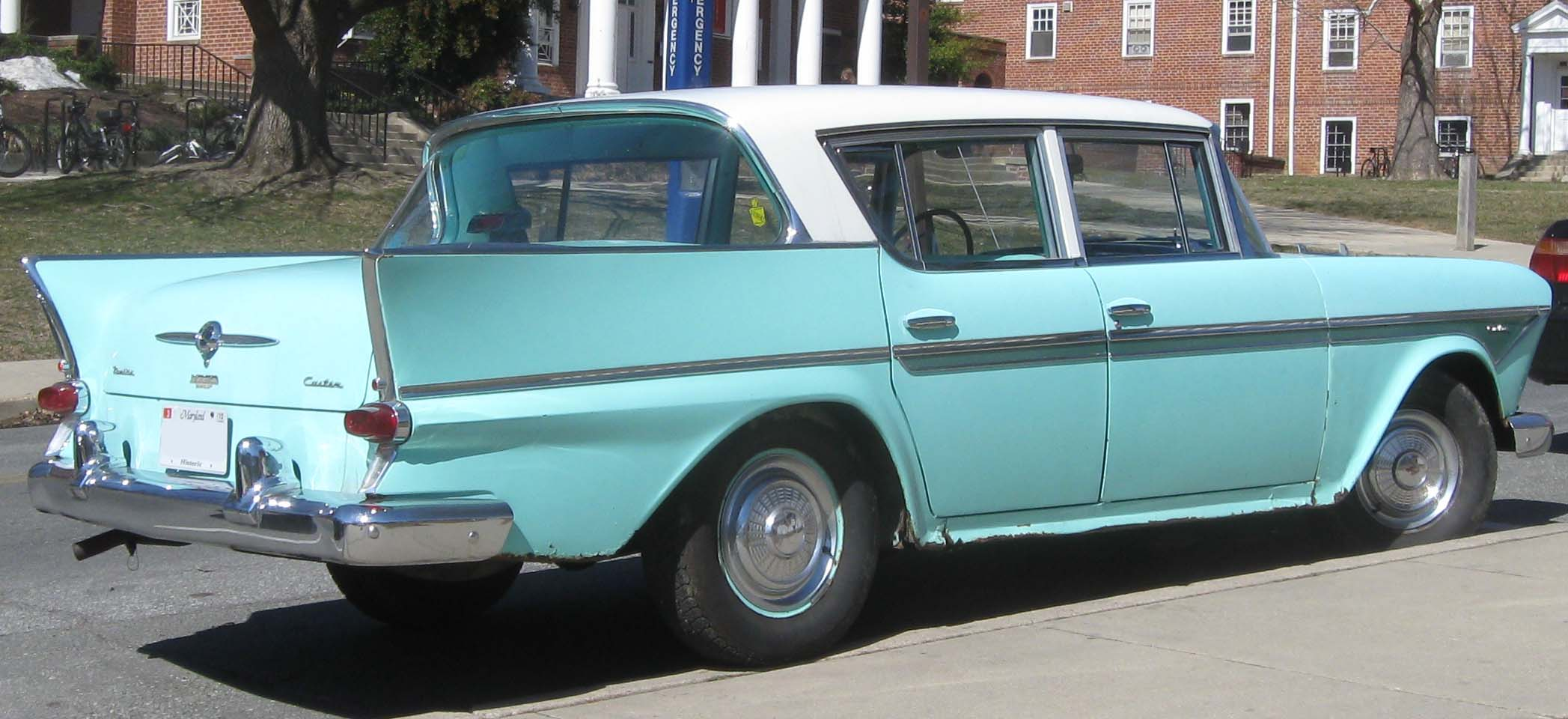
Aletas traseras de un Rambler Six de 1958

George Romney declaró que "el Hudson y el Nash seguirían siendo distintos en tamaño del Rambler en 1958". Los diseños se desarrollaron para que los modelos de automóviles grandes de Hudson y de Nash compartieran plataforma con el Rambler, alargando la carrocería unas nueve pulgadas por delante del capó. Sin embargo, Rambler se convirtió en una nueva división de AMC después de la cancelación de las líneas Nash y Hudson después del año modelo de 1957.
Los Rambler de 1958 de mayor tamaño incorporaron "más de 100 cambios y, en apariencia, eran bastante diferentes de sus predecesores". Los coches recibieron "una nueva piel completa que hizo que las carrocerías de 1956 parecieran un poco más voluminosas". Este importante rediseño incluyó nuevos guardabarros delanteros y traseros. Una nueva parte delantera movió los faros desde el interior de la calandra a la parte superior de los guardabarros delanteros, incorporando focos gemelos a cada lado en los modelos "Super" y "Custom", así como molduras laterales a lo largo de toda la carrocería. Los modelos básicos de acabado "Deluxe" no tenían molduras laterales y venían de serie con faros delanteros simples, aunque los nuevos faros "cuádruples" eran opcionales.
Los Rambler de 1958 ahora tenían las aletas de cola acampanadas, de acuerdo con las tendencias de la industria. La línea Rambler fue una de las últimas entre los automóviles nacionales en incorporar aletas de cola al diseño de su carrocería (y también una de las primeras en eliminarlas). Cuando se le preguntó por qué los Rambler de 1958 presentaban esta característica de estilo, el presidente y director ejecutivo de AMC George Romney respondió: "Si tenemos que usar aletas traseras para que la gente pruebe los coches compactos, usaremos aletas traseras. Más adelante ciertamente podremos eliminarlas, y construir coches limpios, simples y despejados".
Para 1958, Rambler vendía la mitad de su producción como familiares, proporcionalmente más de ese estilo de carrocería que cualquier otro fabricante de automóviles. Todas los Rambler familiares llevaban el nombre de Cross Country. El innovador estilo de carrocería familiar hardtop (sin "pilar B") ya no estaba disponible en la gama Rambler, ya que estaba reservado para los modelos Ambassador de 1958. Los Rambler familiares presentaban un techo escalonado sobre su área de carga trasera y un portaequipajes estándar. El nuevo diseño también presentaba aberturas traseras más anchas, con una ventana trasera cuyo cristal sin marco se podía subir y bajar mediante una manivela y un pestillo de "un dedo" en la puerta trasera accionado por un resorte. Todos los fabricantes de automóviles de EE. UU. adoptaron la nueva puerta trasera plegable de una sola pieza del Rambler familiar. Rambler en 1961. También estaba disponible una "persiana" horizontal enrrollable para ocultar la mitad inferior del área de carga de 80 pies cúbicos (2265 L). La revista Motor Trend realizó una prueba de comparación de cuatro familiares de 1958 (Rambler, Ford, DeSoto y Oldsmobile) y descubrió que el Rambler compacto podía comportarse tan bien como los demás.
Los modelos Rambler continuaron siendo los coches más cortos con espacio para seis pasajeros en los EE. UU., con 191 pulgadas (4851 mm) de longitud total. La publicidad de Rambler se centró en tener "lo mejor de ambos: 1. El espacio y la comodidad de un automóvil grande estadounidense. 2. La economía de un automóvil pequeño europeo y su facilidad de manejo". El Rambler Six era impulsado por el nuevo motor I6 de AMC OHV de 195,6 plg³ (3,2 L) y 127 HP (95 kW; 129 CV). Las pruebas de la NASCAR mostraron que el Rambler Six tenía un costo de gasolina de 0,01 dólares por milla cuando estaba equipado con una transmisión con sobremarcha. Un motor V8 estaba disponible en los modelos Rambler Rebel.
Una transmisión automática Borg-Warner con convertidor de par "Flash-O-Matic", con la selección de marchas "con pulsadores entonces de moda" en el extremo izquierdo del panel de instrumentos, era opcional. También nuevo en el lado izquierdo para el conductor era un pedal de freno de estacionamiento.
American Motors instituyó un nuevo sistema de pintura para el año modelo de 1958. Todos los Rambler recibieron un tratamiento anticorrosivo sumergiendo las carrocerías ensambladas hasta el techo en una gran cubeta de 40 pies (12 m) de imprimación (sin rociar), antes de aplicar la capa de color, un proceso revolucionario que luego fue copiado por otros fabricantes de automóviles. Después del secado, se rociaba un compuesto adicional a base de cera dentro de las vigas, los paneles, los guardabarros y otras áreas ocultas en las carrocerías de los automóviles.
American Motors promocionó el Rambler de 1958 en varias campañas publicitarias. Un enfoque presentaba a George W. Romney desafiando "el gran concepto de automóvil". Una serie de anuncios impresos también se burlaban de los coches de tamaño estándar de los tres grandes fabricantes de automóviles nacionales con ilustraciones de famosos humoristas gráficos que mostraban al Rambler compacto atravesando fácilmente lugares en los que los grandes automóviles "dinosaurios que tragan gasolina" se atascarían. Un ejemplo es la historieta "El millonario y el Rambler" de Otto Soglow.  Chon Day ilustró una historia sobre cómo "Rambler frustra el robo a un banco".
Las ventas de los Rambler Six y V8 aumentaron a 119.000 unidades durante un año en el que todos los automóviles estadounidenses vieron como bajaba su volumen de ventas. Los Rambler de 1958 "se vendieron como pan caliente" y devolvieron la rentabilidad al fabricante de automóviles más pequeño de EE. UU. Junto con la línea más pequeña del Rambler American, AMC "rompió récords de ventas" en 1958 cuando los consumidores valoraron sus automóviles como medios de transporte básicos, y ya no les importaba "lo grandes que eran sus coches". Aunque en medio de la recesión de 1958, Rambler ocupó el séptimo lugar en la lista de ventas de automóviles.

### 1959

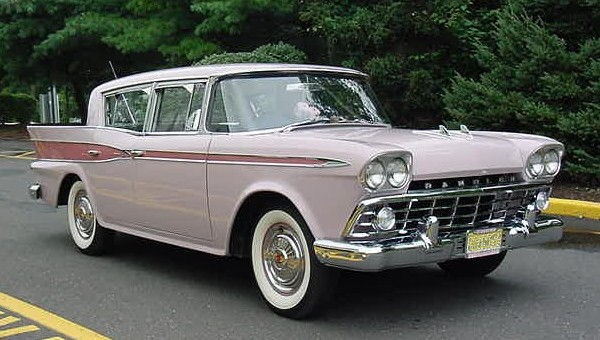
Rambler Six sedán de 1959

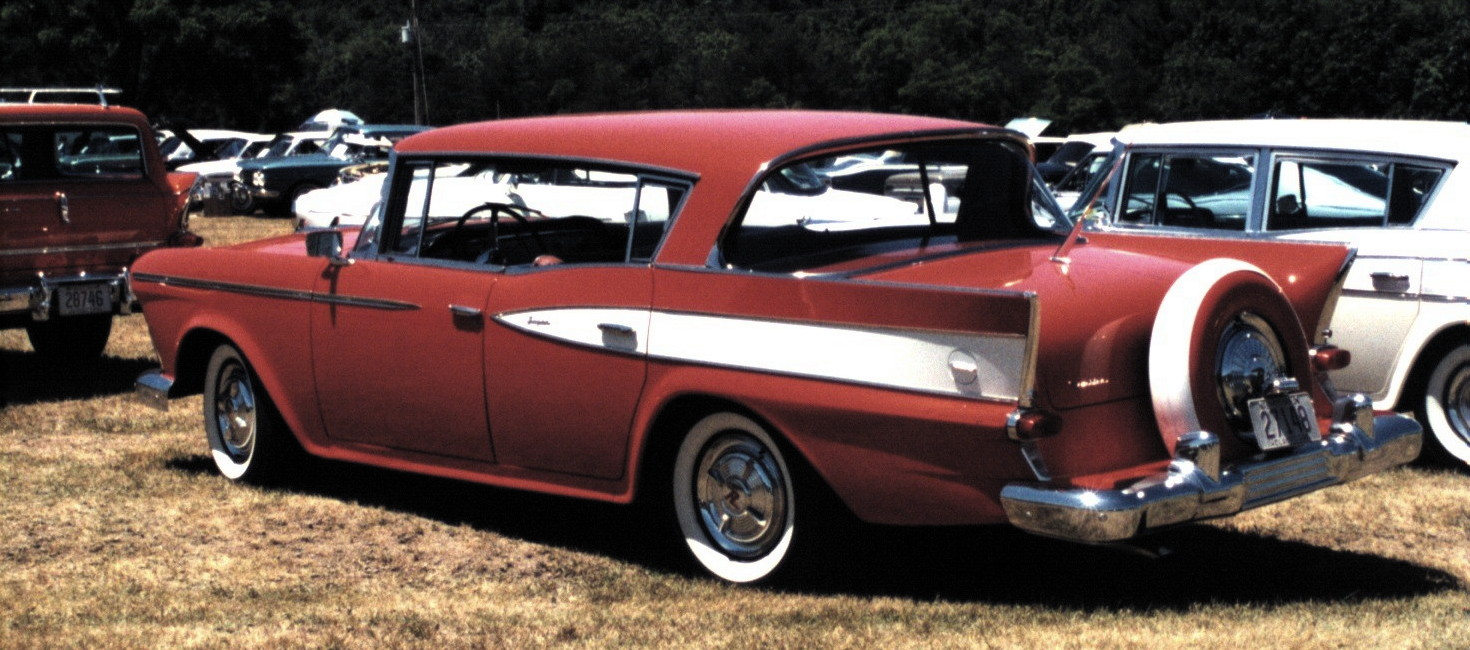
Rambler Country Club hardtop de 1959 con rueda de repuesto Continental opcional

Las mejoras al Rambler incluyeron una parrilla fundida a presión de ancho completo, mientras que el costado de la carrocería ganó una banda ininterrumpida. En lugar de mezclarse con el pilar C, la línea de cintura continuaba hasta las aletas traseras. Los cambios de ingeniería incluyeron forros de freno más gruesos y frenos más grandes para automóviles con motor V8, así como mejoras en el ahorro de combustible con relaciones de eje más bajas y un carburador más eficiente para los motores I6. También estaba disponible una unidad con sobremarcha conectada eléctricamente detrás de la transmisión manual de tres velocidades. La transmisión automática era operada por botones en el lado izquierdo del panel de instrumentos. Para aumentar su duración, los tubos de escape del Rambler estaban revestidos de aluminio por dentro y de zinc por fuera. En los automóviles con transmisión automática, el arranque del motor se incorporó al botón de punto muerto, eliminando así el interruptor de arranque con llave de encendido. El acoplamiento accidental del motor de arranque se evitó mediante un bloqueo cuando el motor estaba en marcha.
Se ofrecieron un total de once modelos para 1959: todas las versiones sedán de cuatro puertas, familiares y estilos de carrocería hardtop "Country Club" (sin pilar B). Se siguieron ofreciendo opciones y comodidades prémium, incluido el aire acondicionado "Weather Eye", la suspensión neumática en los V8, un diferencial autoblocante, una rueda de repuesto Continental montada en el exterior, así como los exclusivos asientos delanteros con reposacabezas, reclinables y ajustables individualmente de American Motors.
Las ventas de los Rambler más grandes fueron muy buenas, especialmente dada la modesta recuperación de la industria automotriz en 1959. Atrajeron a más de un cuarto de millón de clientes, siendo la mayoría de las unidades vendidas Rambler Six, ya que el Rebel V8 encontró solo 16.399 compradores. El Rambler ocupó en 1959 el sexto lugar entre todos los modelos producidos en los EE. UU., y AMC terminó el ejercicio fiscal con unas ganancias de 60 millones de dólares.

### 1960

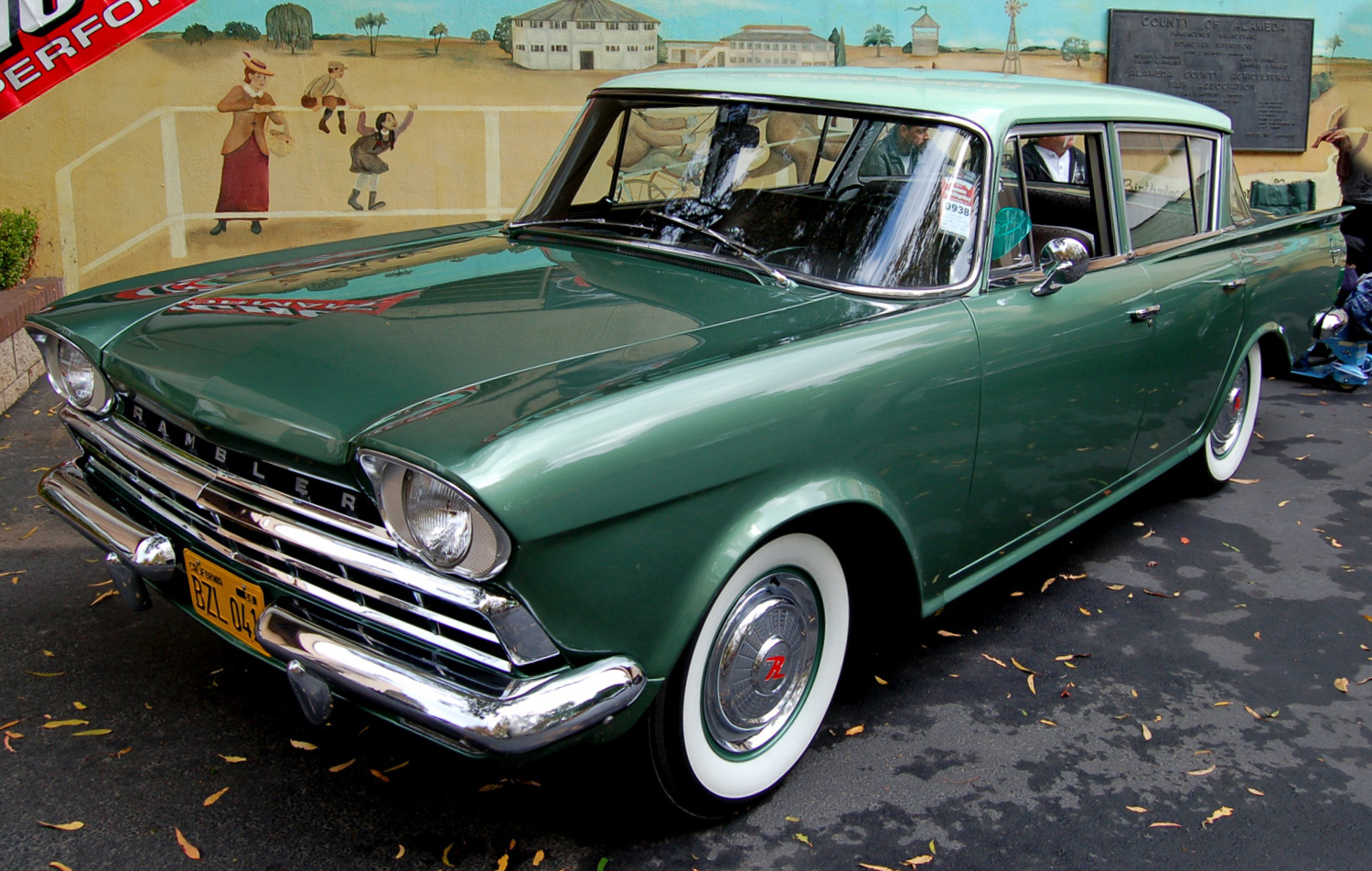
Rambler Six Deluxe sedán de 1960, el nivel de equipamiento más económico

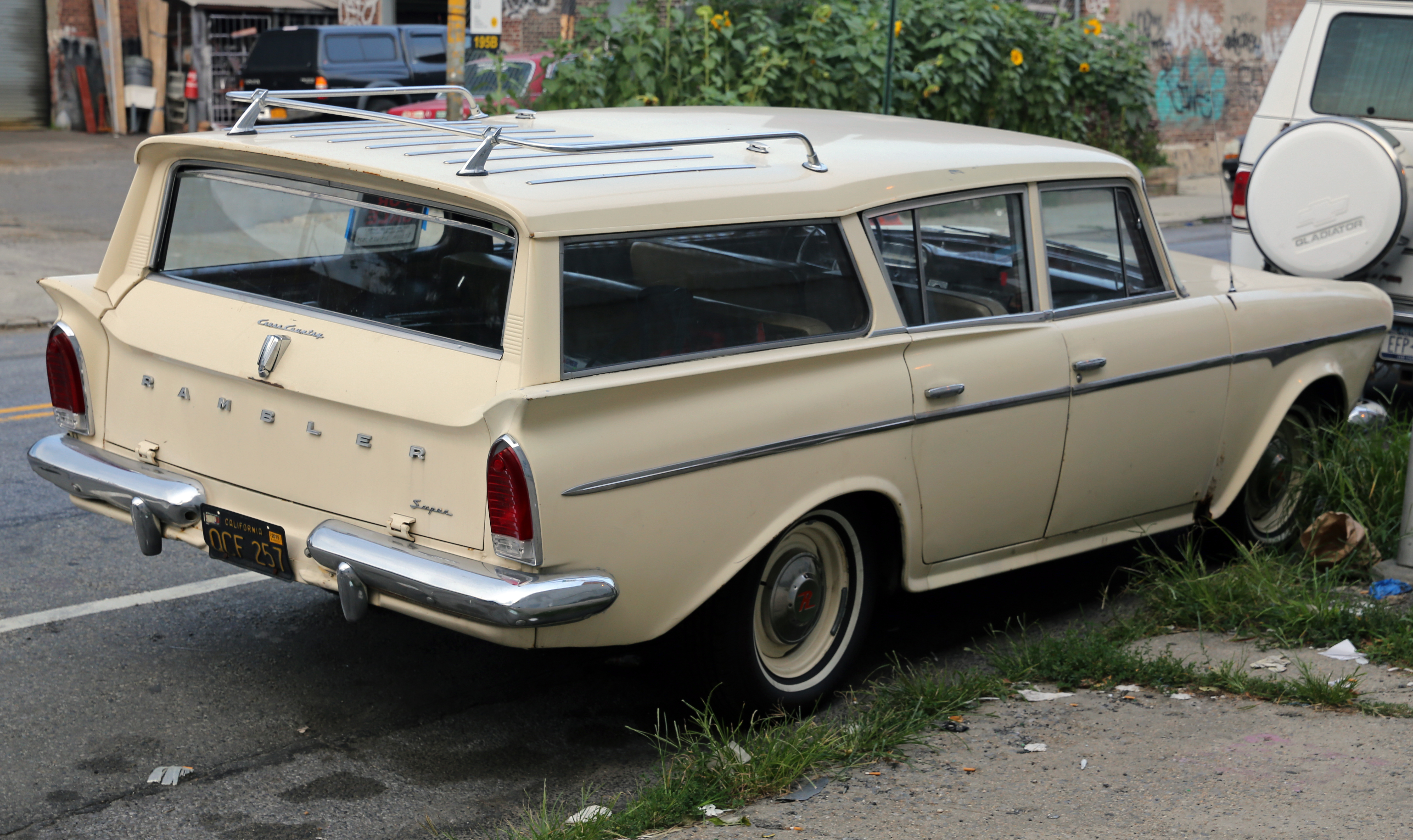
Rambler Super Cross Country de 1960

Los modelos de 1960 presentaban numerosos cambios en el diseño exterior e interior. La superficie acristalada se hizo "más ligera", con un pilar C y un perfil de techo más angostos, además de inclinar tanto el parabrisas como la ventana trasera en un ángulo mayor para brindar una "cabina más aireada". La parte delantera se simplificó, mientras que las aletas traseras se hicieron más pequeñas, destacando así las nuevas luces traseras altas. La longitud total fue recortada en 1,6 pulgadas (41 mm) debido a un nuevo diseño de parachoques. Con ruedas de 15 pulgadas, el Rambler parecía ser más grande de lo que realmente era. También se revisó el interior y el panel de instrumentos ahora incorporaba toda la instrumentación dentro de un gran óvalo frente al conductor.
La práctica de mantener separados los modelos Six y Rebel V8 se terminó, sustituyéndolo por un enfoque en el nombre Rambler y en tres niveles de equipamiento: "Deluxe", "Super" y "Custom". Cada uno se ofreció con "motores Economy 6 o Rebel V-8".
A los sedanes Rambler más grandes se unió un nuevo modelo de cuatro puertas, el Rambler American, que se montaba en la plataforma más corta (de 100 plg (2540 mm)) empleada en la serie de sedanes y familiares de dos puertas más cortos, pero las ventas de todos los Rambler continuaron aumentando. En 1960, la gama Rambler alcanzó el tercer lugar en las ventas anuales totales de la industria en los Estados Unidos. El Rambler Six de 1960 con su motor de 195,6 plg³ (3,2 L) y 127 HP (95 kW; 129 CV) se convirtió en el modelo más vendido de AMC, con 297.368 unidades comercializadas en el año.

## Montaje en el extranjero

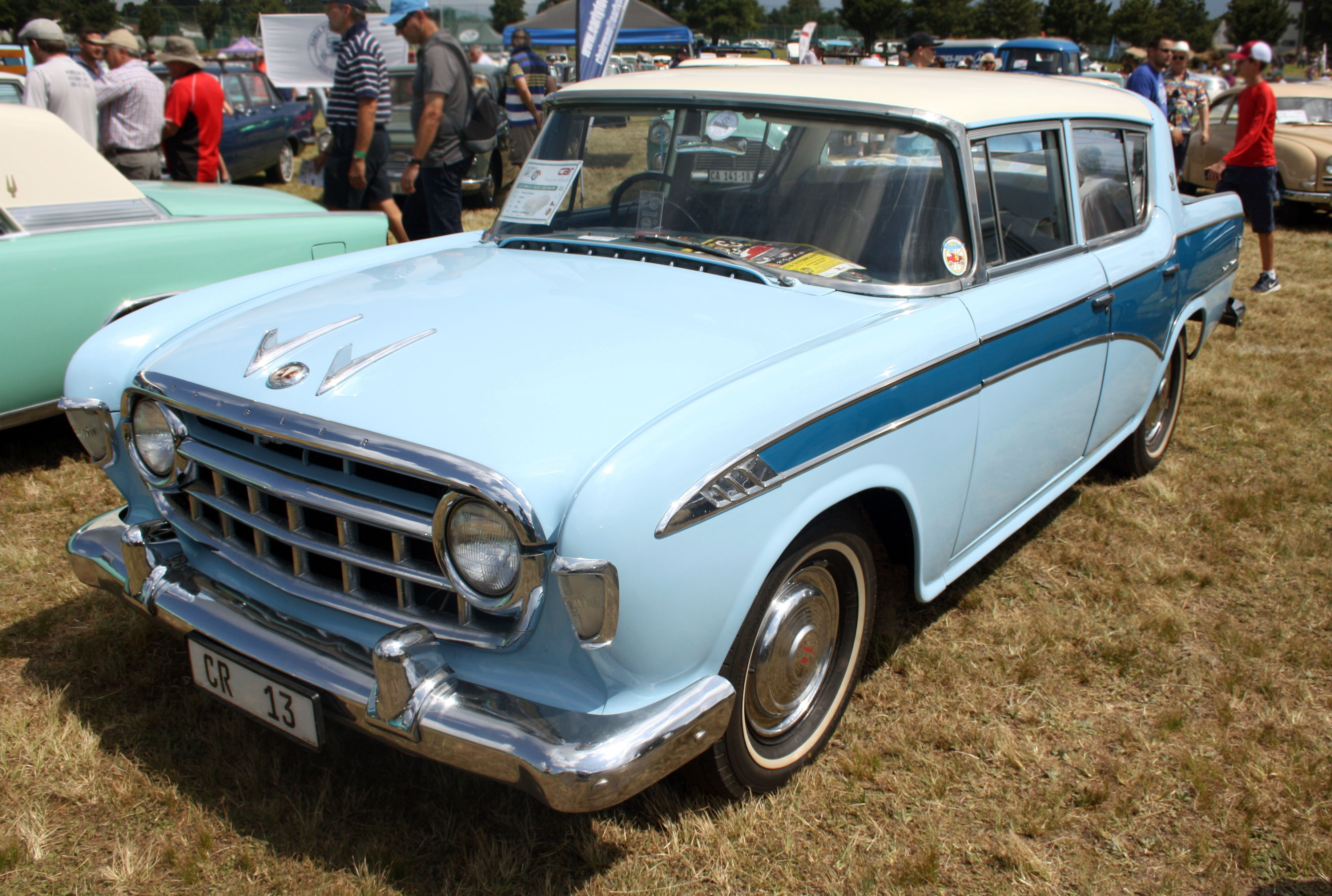
Hudson Rambler de 1956 con el volante a la derecha (Sudáfrica)

### Canadá
La antigua planta de Nash en Danforth Avenue en Toronto fabricó el Rambler Six en 1955-1957, antes de que cesara la producción cuando los modelos posteriores se importaron a Canadá.

### México
Los modelos Rambler de tamaño mediano se ensamblaron a partir de kits de montaje en México durante dos períodos diferentes. La primera estuvo a cargo de Armadora Mexicana con sede en la Ciudad de México, entre 1956 y 1957, y la segunda a cargo de la Planta REO con sede en Monterrey, desde finales de 1959. Debido al bajo volumen de ventas, American Motors rescindió su contrato con Armadora Mexicana, que originalmente había comenzado a trabajar con la compañía predecesora de AMC en 1950. Los modelos Rambler completos se importaron nuevamente de los Estados Unidos (entre 1957 y 1958), siendo vendidos a través de una red limitada de concesionarios, la mayoría de los cuales estaban ubicados en la Ciudad de México. El convenio con la Planta REO se formalizó en 1959, convirtiéndose en el segundo socio de AMC en el país y retomando el montaje local.
Entre 1958 y 1959, la línea mediana de los Rambler en México consistió en un sedán de cuatro puertas y columnas intermedias con acabado Super, un modelo de techo rígido de cuatro puertas con acabado Super y un familiar de cuatro puertas con acabado Cross Country. Las tres versiones estaban propulsadas por motores I6 OHV de 195,6 plg³ (3,2 L) y 127 HP (95 kW; 129 CV) con carburador de un cuerpo. Una transmisión manual de tres velocidades era estándar con la automática de tres velocidades como opción, incluida la versión de botones pulsadores.
El problema del bajo volumen de ventas continuó bajo la Planta REO, y AMC también canceló este contrato. La empresa finalmente firmaría un acuerdo con Toyota, lo que provocaría especulaciones de que la Planta REO dejaría de lado la marca Rambler en favor de la japonesa, siendo supuestamente una causa importante o principal del bajo éxito comercial de esta segunda incursión de AMC en México.
Las importaciones de vehículos AMC terminados a México se reanudaron hasta que se estableció un tercer socio de producción nacional. Willys Mexicana, la empresa que se convertiría en Vehículos Automotores Mexicanos (VAM) fue la tercera empresa local con la que AMC firmaría un acuerdo durante 1960. Sin embargo, VAM no ensambló los modelos Rambler Six y Rambler V8, enfocándose en cambio en los coches Rambler American de menor tamaño. Esto marcó el final tanto de los Rambler medianos como de los posteriores Rambler Classic de primera generación en el mercado mexicano. VAM nunca buscó importarlos en 1960 y 1961 y el decreto de integración de la industria automotriz publicado en 1962 prohibiría legalmente la importación de vehículos y motores completamente ensamblados. Willys Mexicana no presentaría un automóvil AMC de tamaño mediano hasta 1963, siendo el modelo en cuestión el Rambler Classic de segunda generación.
Los modelos Rambler de 1956-1959 representaron el único caso de un familiar AMC de tamaño mediano disponible en México, ya que los futuros familiares Classic, Rebel y Matador de segunda generación no se producirían en el país. También representó el único caso en México en el que la línea intermedia de AMC tenía más de dos estilos de carrocería disponibles. A partir de 2017, no hay constancia de que el modelo de alto rendimiento Rambler Rebel de 1957 estuviese disponible en México, aunque existía la posibilidad de que se importara a través de pedidos individuales.

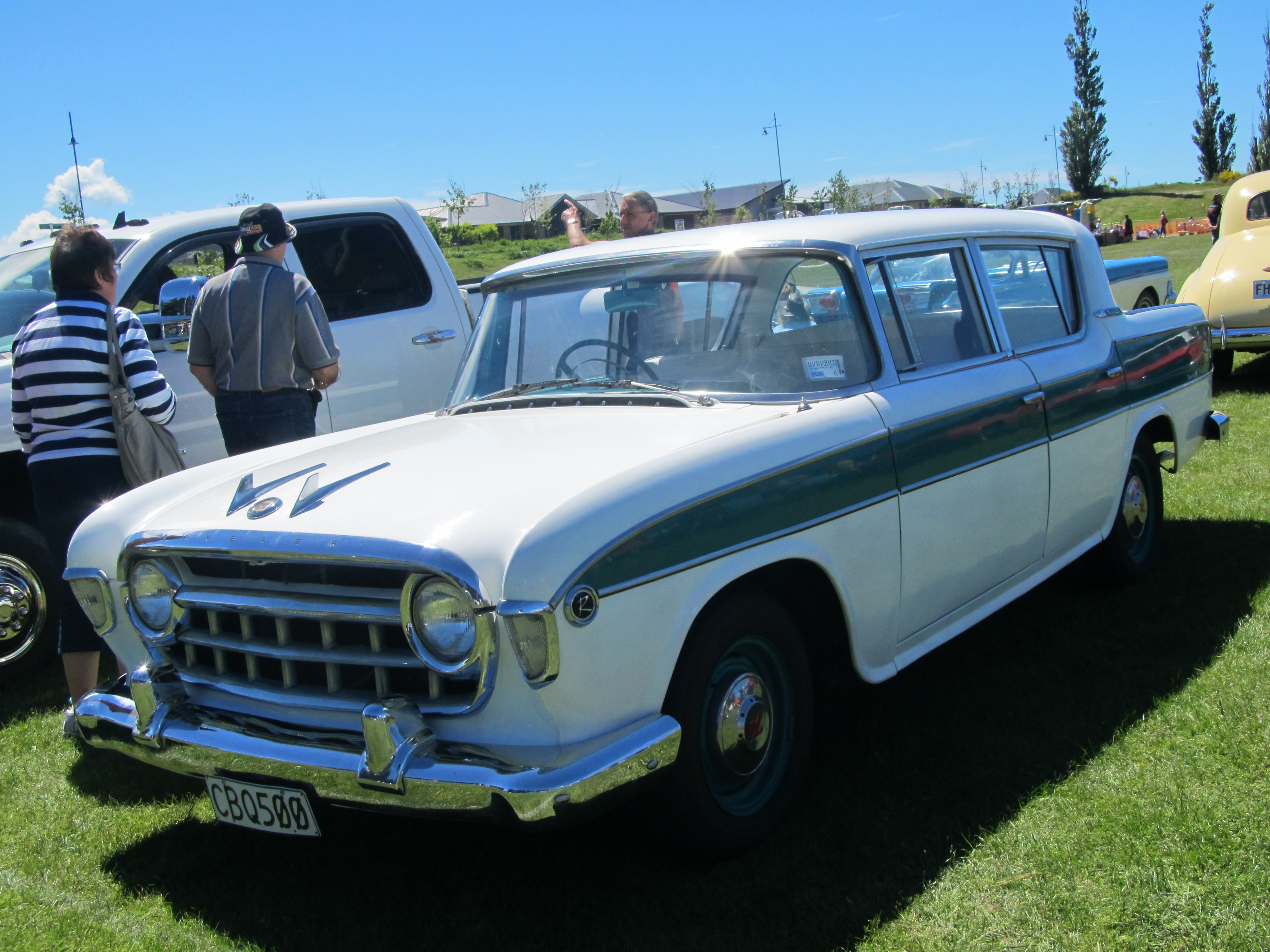
Nash Rambler sedán de 1956 con volante a la derecha (Nueva Zelanda)

### Australia
Los Rambler fueron ensamblados en Australia por Australian Motor Industries (AMI) a partir de octubre de 1960 en virtud de un acuerdo con AMC. Fueron ensamblados con volante a la derecha a partir de kits semidesmontados enviados desde fábricas de EE. UU. Muchos componentes, como tapicería, luces y otras partes, se adquirieron localmente para cumplir con las concesiones arancelarias de importación.

### Nueva Zelanda
Los modelos Rambler de 1956-1960 se ensamblaron en Nueva Zelanda con volante a la derecha a partir de kits semidesmontados procedentes de Canadá. Los coches fueron ensamblados por VW Motors en Otahuhu, Auckland, donde se fabricaron junto con vehículos Volkswagen. La producción de Rambler continuó en la planta de VW hasta 1962.

## Legado
American Motors comenzó el proceso de diferenciar la marca Rambler de sus diversos tamaños y nombres de modelos similares. Se introdujeron nuevas placas de identificación; el Rambler Six y el Rambler Rebel V8 pasaron a llamarse Rambler Classic en 1961.